# Pierrick Capelle
Pierrick Capelle (Lesquin, 15 april 1987) is een Frans voetballer die anno 2020 als middenvelder speelt voor Angers SCO.

## Mooiste doelpunt
In het seizoen 2015/16 scoorde hij in de wedstrijd tegen EA Guingamp (2-2) een doelpunt dat later werd verkozen tot mooiste van het seizoen. Capelle stond met zijn rug naar de goal toen hij een bal door de lucht aannam op zijn borst. Uit de draai volleerde hij de bal van zo'n twintig meter afstand in het doel.
1. ↑  (fr) Trophées UNFP : Pierrick Capelle d'Angers SCO marque le plus beau but. France 3 (9 mei 2016). Geraadpleegd op 8 november 2020.
2. ↑  (fr) But Pierrick CAPELLE (30') / EA Guingamp - Angers SCO (2-2) - / 2015-16. YouTube (28 februari 2016). Geraadpleegd op 8 november 2020.

1 Bernardoni ·
3 Doumbia ·
4 Pavlović ·
5 Mangani ·
6 Ebosse ·
7 Alioui ·
8 Traoré  ·
9 Diony ·
10 Fulgini ·
11 Cabot ·
12 Ould Khaled ·
13 Boufal ·
14 Coulibaly ·
15 Capelle ·
16 Butelle ·
18 Amadou ·
19 Bahoken ·
20 Thioub ·
21 Cho ·
23 Bobichon ·
24 Thomas ·
25 Bamba ·
27 Pereira Lage ·
28 El Melali ·
29 Manceau ·
30 Petković ·
31 Pape Diaw ·
32 Touré ·
37 Bemanga ·
Loucif ·
Coach: Moulin